# Октябринка
Октябринка — посёлок в Киселёвском городском округе Кемеровской области. Население 27 человек (2010).

## История
Входил посёлок в Верх-Чумышский сельсовет до момента его упразднения и передачи в состав Киселёвского городского округа согласно Закону Кемеровской области «Об административно-территориальном устройстве Кемеровской области» N 215-ОЗ от 27 декабря 2007 года.

## География
Октябринка расположена у реки Калзагай. Уличная сеть состоит из трёх географических объектов: улица Новая, улица Тихая и  улица Центральная.

## Население
| 2010 |
| ---- |
| 27   |

Национальный и гендерный состав
По данным Всероссийской переписи населения на 2010 год, в посёлке проживало 27 человек (15  мужчин, 12 женщин, 55,6 и 44,4 %% соответственно).
Согласно результатам переписи 2002 года, в национальной структуре населения русские составляли 85 % от 124 жителей.